# تشاونسي فوروارد بلاك
تشاونسي فوروارد بلاك هو كاتب سير وسياسي أمريكي، ولد في 24 نوفمبر 1839 في يورك في الولايات المتحدة، وتوفي بنفس المكان في 2 ديسمبر 1904. نشط حزبياً في الحزب الديمقراطي. وقد انتخب نائب حاكم ولاية بنسلفانيا ‏.